# لويز هنريكي (لاعب كرة قدم مواليد 1999)
لويز هنريكي هو لاعب كرة قدم برازيلي في مركز الوسط، ولد في 3 مايو 1999 في Mafra, Santa Catarina ‏ في البرازيل. لعب مع نادي كوريتيبا.

## وصلات خارجية
- لويز هنريكي (لاعب كرة قدم مواليد 1999) على موقع قاعدة بيانات كرة القدم.إي يو (الإنجليزية)
- لويز هنريكي (لاعب كرة قدم مواليد 1999) على موقع Soccerway.com (الإنجليزية)
- لويز هنريكي (لاعب كرة قدم مواليد 1999) على موقع عالم كرة القدم.نت (الإنجليزية)